# Mr. America
Mr. America es un thriller italiano de 2013 dirigido por Leonardo Ferrari Carissimi y escrito por Leonardo Ferrari Carissimi y Fabio Morgan, con las actuaciones de Anna Favella y Marco Cocci

## Argumento
La película trata el tema de Andy Warhol y es sobre los posibles efectos adversos que Warhol ha probado en la vida de todos los artistas que componían su "Factory". Muchos de ellos se suicidaron o murieron por el uso de drogas. El personaje controvertido de Andy Warhol no es interpretado por un actor pero solo se muestra como llevaba los artistas que estaban cerca de él a la destrucción. 
Penny (Anna Favella) es una joven directora de una galería de arte y todos los artistas de la galería están enamorados de ella. Pero Penny también es mala y eso se debe a su pasado oscuro que nadie conoce y que se descubrirá en el curso de la película. En esta historia hay un asesino que cree que es Andy Warhol y va a matar a todos los artistas que componen la "Factory" de Penny Morningstar. En todos los cinemas en los que se proyecta Mr. América se pueden mirar los cuadros de Marco Tamburro, un joven artista que ha realizado el póster de la película y también todos los cuadros que hay en Mr. America.

## Reparto
- Anna Favella como Penelope (Penny) Morningstar.
- Marco Cocci como Adrián.
- Luca Di Cecilia como David Solanas.
- Michael Schermi como Roy.
- Eliud Luciani
- Arianna Vergani como Penny Morningstar (niña)
- Alessia Vergani como Penny Morningstar (niña)

- Datos: Q15709624